# Lissodendoryx grata
Lissodendoryx grata är en svampdjursart som först beskrevs av Thiele 1903.  Lissodendoryx grata ingår i släktet Lissodendoryx och familjen Coelosphaeridae.
Artens utbredningsområde är havet kring Indonesien. Inga underarter finns listade i Catalogue of Life.